# Palazzo Carizza

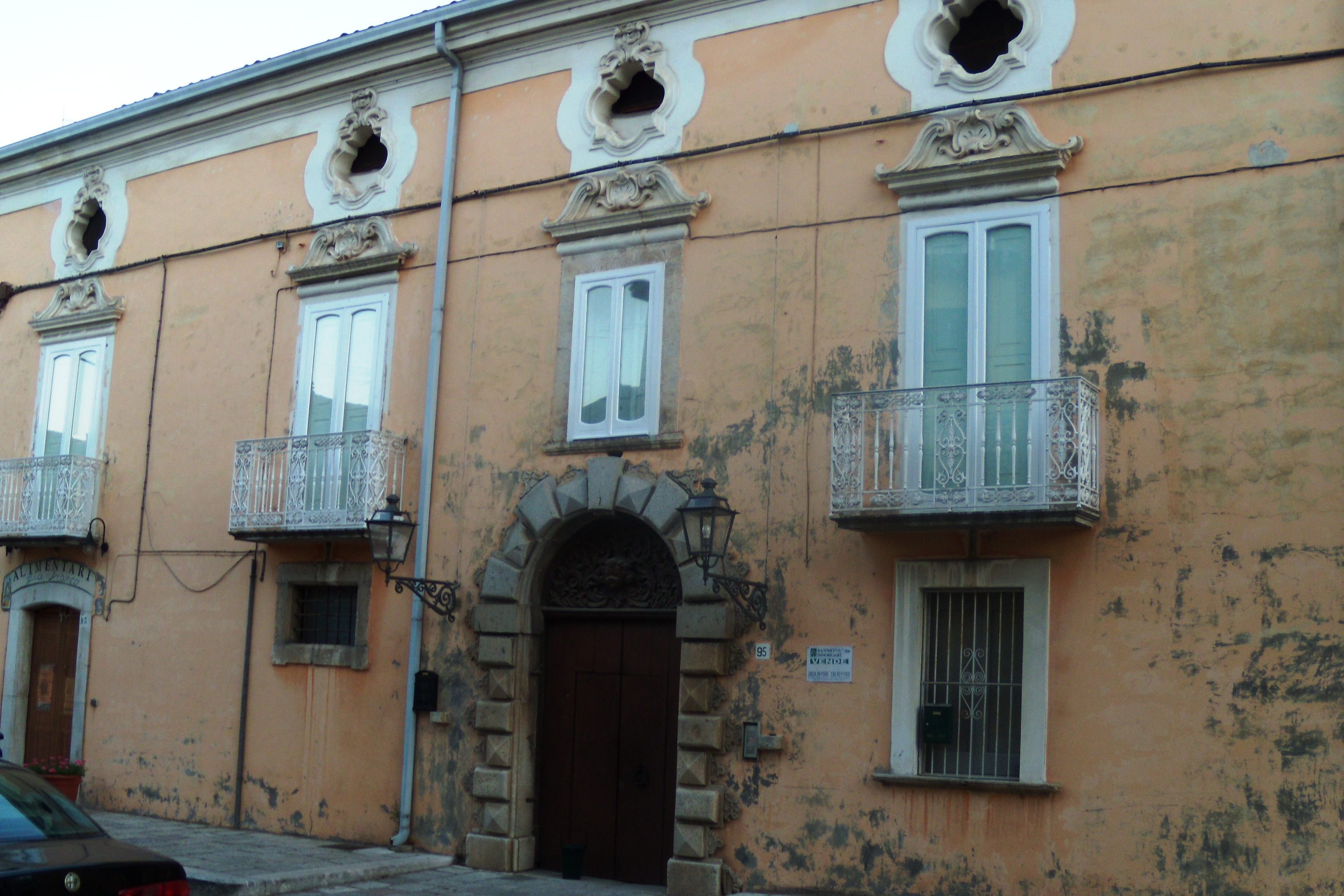
Palazzo Carizza in Cerreto Sannita

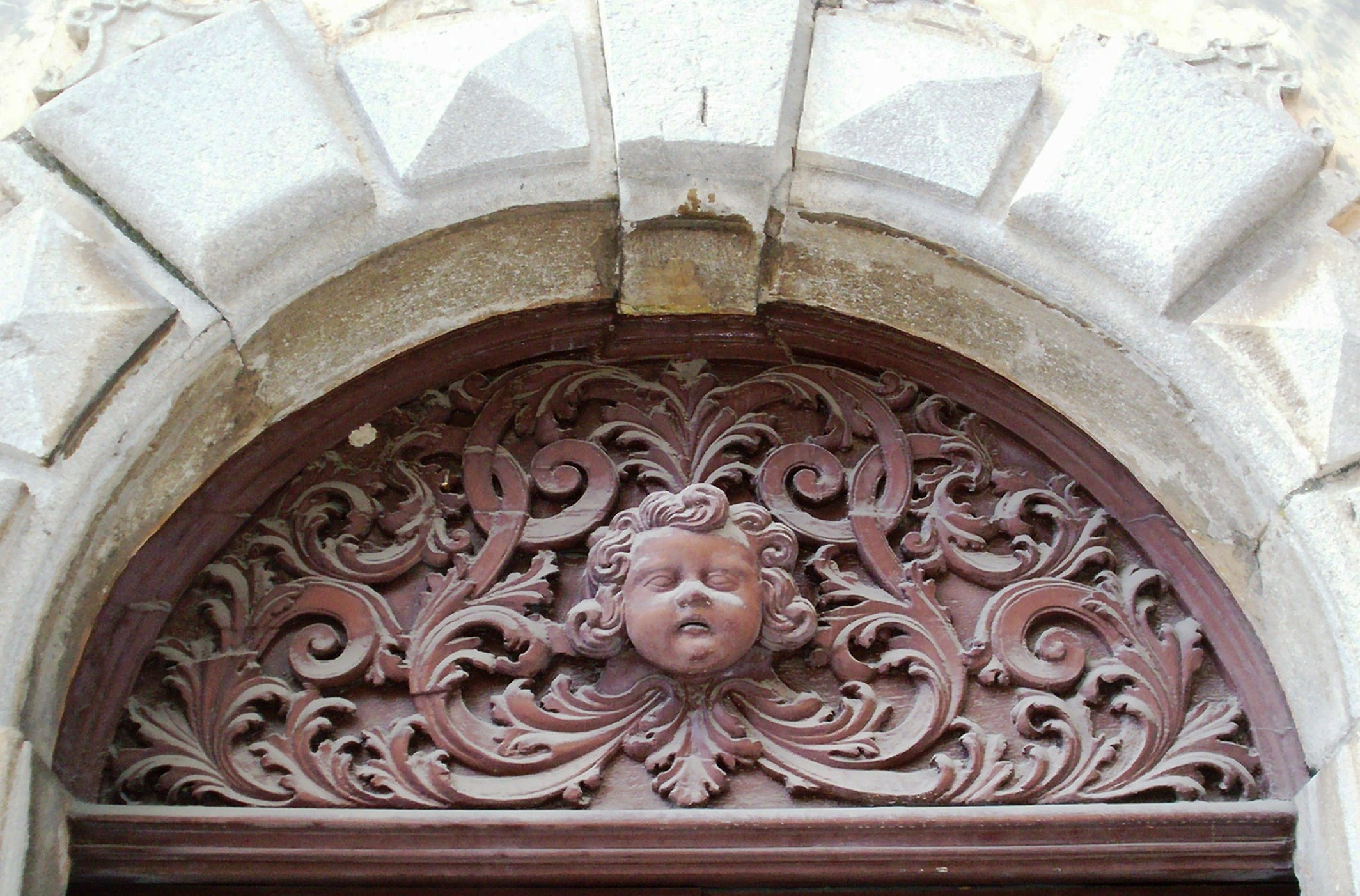
Gitter über dem Haupteingang

Der Palazzo Carizza ist ein Palast aus dem 18. Jahrhundert in Cerreto Sannita in der italienischen Region Kampanien. Er lieg in der Via Andrea Mazzarella.

## Geschichte
Das Gebäude, das heute den Marchittos gehört, entstand aus einem bescheidenen Wohnhaus aus dem Jahre 1712, das Girolamo Carizza und dann der Arzt Libero Carizza erbte, der einige Nachbarhäuser erwarb.
Letzte Erweiterungsarbeiten wurden durchgeführt, als Tommaso Carizza, der Sohn von Libero Carizza, in den Besitz des Hauses kam; er kaufte weitere Häuser im westlichen Teil bis zur heutigen Vico Cipressi.

## Beschreibung
Der Haupteingang hat einen Bogen aus im Wechsel gesetzten länglichen und quadratischen Bossenwerkssteinen; diese sind an ihrer Innenseite mit Steinfriesen dekoriert. Außerdem hat der Haupteingang ein sehr schönes Oberlichtgitter aus Holz im Rokokostil, das aus floralen Elementen besteht, die vom Mittelpunkt ausgehen.
Das Obergeschoss ist durch eine Abfolge von Balkonen und Fenstern mit Rundfenstern (it: Oculi) darüber gekennzeichnet; alles wird von Stuck aus dem 18. Jahrhundert gerahmt.
Die Aufteilung im Inneren ist typisch für einen Palast in Cerreto Sannita: Der doppelte Empfangssalon, die Treppe, die vom Innenhof ausgeht, und die Loggia an deren Ende.